# Projet Runeberg
Pour les articles homonymes, voir Runeberg.
Le Projet Runeberg est un projet conçu sur le principe du projet Gutenberg, qui publie sur internet des versions électroniques d'ouvrages importants de la culture et de l'histoire des pays nordiques. Il est nommé d'après le poète finlandais d'expression suédoise Johan Ludvig Runeberg. Il a débuté en décembre 1992.